# Amigazazo: La Película
Amigazazo: La Película (en portugués, Meu AmigãoZão - O Filme) es una película animada de aventura y fantasía brasileña de 2022 dirigida por Andrés Lieban y escrita por Claudia Koogan Breitman y Clive Endersby. Está basada en la serie animada Amigazazo de Andrés Lieban y Claudia Koogan Breitman. Se estrenó el 12 de mayo de 2022 en cines brasileños.

## Sinopsis
Yuri, Lili y Matt se preparan para un día muy especial. Pero sus sueños se van por el desagüe cuando descubren que los padres han cambiado sus planes y ahora van juntos al mismo campamento de verano, con varios niños desconocidos. Es ahí donde deciden escaparse a un lugar fantástico donde vive Duvi Dudum, una criatura que quiere tener todos los Amigazazos para él solo y termina distrayendo a los niños y llevándose a Goliat, Nessa y Bongo a una isla lejana donde esconde muchos otros  Amigazazos. Yuri, Lili y Matt deben unir fuerzas y emprender un viaje lleno de aventuras y misterios para salvarlos.

## Reparto de voces
Los actores que participaron en esta película son:
- Fernanda Ribeiro como Yuri
- Alice Lieban como Lili
- Pablo Barros como Matt
- Marcio Simões como Goliat
- Lina Mendes como Nessa
- Sérgio Stern como Bongo
- Bia Barros como Panda
- Bruno Bonatto como Corista
- Josy Bonfim como Corista
- Guilherme Briggs como Duvi Dudum
- Anna Rita Cerqueira como Princesa Diamante
- Eduardo Drummond como Hipopótamo / Pincel / Pedra
- Isadora Infante como Princesa Rubí

## Premios y nominaciones
| Año  | Premios / Festivales                           | Categoría                                        | Recipiente                     | Resultado | Ref.         |
| ---- | ---------------------------------------------- | ------------------------------------------------ | ------------------------------ | --------- | ------------ |
| 2022 | Chicago International Children's Film Festival | Mejor largometraje de animación - segundo Premio | Amigazazo: La Película         | Ganadora  | [ 8 ]        |
| 2023 | Gran Premio del Cine Brasileño                 | Mejor largometraje de animación                  | André Breitman & Andrés Lieban | Nominada  | [ 9 ] [ 10 ] |